# 菲臘比·艾斯維度·杜斯·山度士
菲臘比·艾斯維度·杜斯·山度士（英語：Felipe Azevedo dos Santos，1987年1月10日—），巴西职业足球运动员，现效力釜山I'Park。

## 連結
- Player Profile at Zerzerofootball （页面存档备份，存于） （英文）